# صخره بادبان

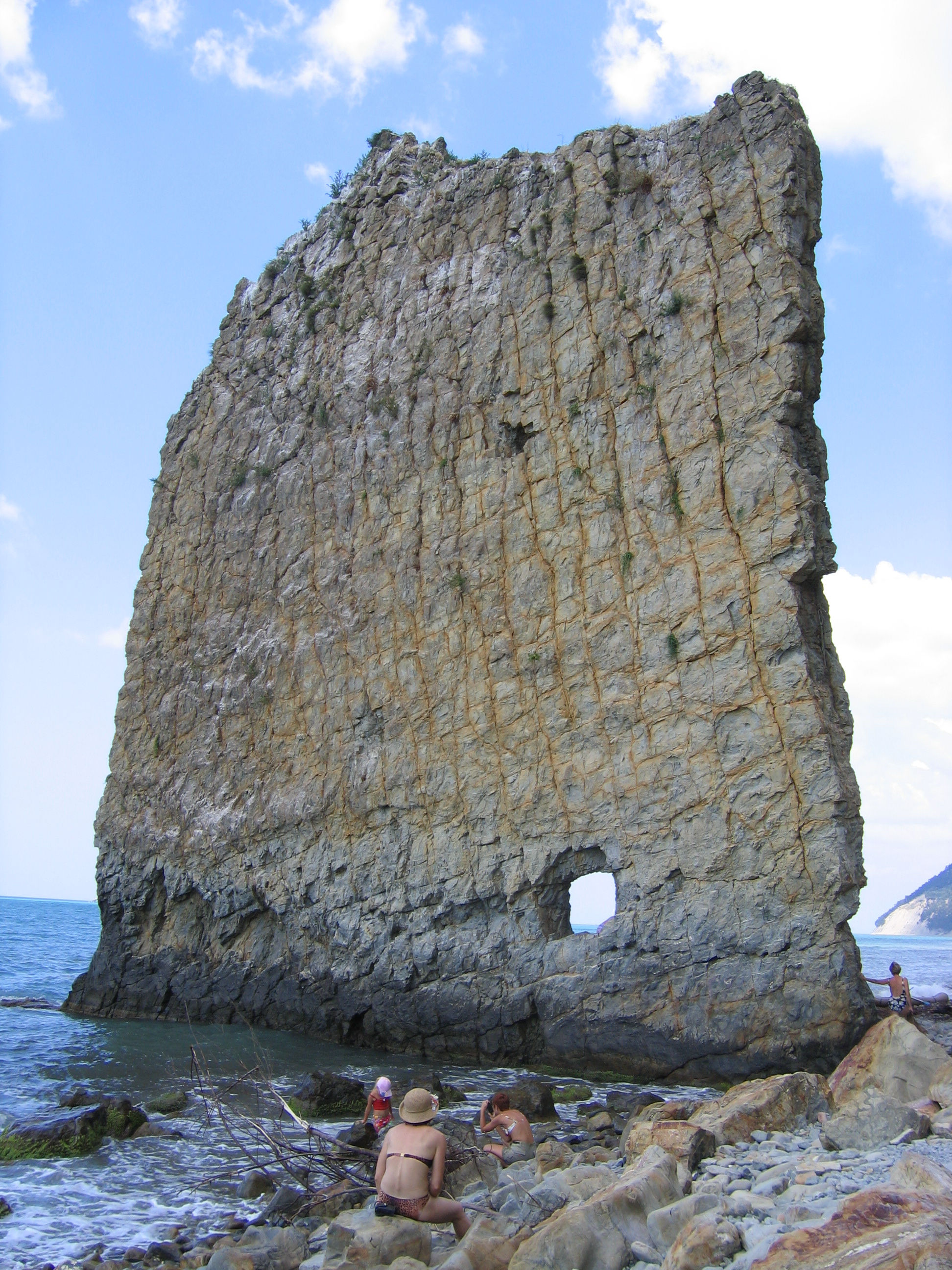
صخرهٔ بادبان

صخرهٔ بادبان (روسی: скала́ Па́рус) یا صخرهٔ پاروس، یک صخره طبیعی از جنس ماسه‌سنگ است که در ساحل دریای سیاه در سرزمین کراسنودار روسیه قرار دارد. این صخره به خاطر شباهتش به بادبان کشتی، به این نام معروف شده است.
این صخره در ۱۷ کیلومتری جنوب شرقی گلنجیک، نزدیک روستای پراسکویوکا و مزرعه جانکات قرار دارد. صخره بادبان شیب عمودی تندی دارد که رو به ساحل دریا قرار گرفته و به دلیل نیروهای زمین‌شناسی، از توده اصلی سنگ جدا شده است. بیش از سه چهارم آن در هنگام جزر نمایان است و عمود بر ساحل قرار دارد. نکته قابل توجه در مورد این صخره، ابعاد آن است. در حالی که ضخامت این صخره کمی بیش از یک متر است، ارتفاع آن حدود ۲۵ متر و طول آن حدود ۲۰ متر است. به همین دلیل، شکل این صخره را به شکل یک بادبان چهارگوش تشبیه می‌کنند.
در ارتفاع حدود ۲٫۵ متری از سطح زمین، یک سوراخ با منشأ نامشخص در این صخره وجود دارد. بسیاری از راهنماها می‌گویند که این سوراخ در طول جنگ قفقاز، برای دفاع در برابر توپخانه کوهستان ایجاد شده است، اما این ادعا زیر سؤال است. در سال ۱۹۰۳، یک محقق پس از بررسی صخره نوشت که این سوراخ بر اثر شلیک چهار گلوله از یک کشتی جنگی ایجاد شده است، اما دیواره صخره همچنان پابرجا مانده است.
پیدایش این صخره منحصر به فرد، به دلیل فرسایش ناشی از ضربات دریا به خشکی و همچنین تفاوت در مقاومت سنگ‌های تشکیل‌دهنده آن توضیح داده می‌شود.
صخره بادبان در ۲۴ نوامبر ۱۹۷۱ توسط دولت گلنجیک به عنوان یک اثر طبیعی ملی اعلام شد. حفاظت از این صخره به شورای روستایی دیوْنومورسکی سپرده شد. ساحل اطراف و مناطق مجاور آن، مکانی برای تفریح و سرگرمی در فضای باز، از جمله استراحتگاه‌های بهداشتی مجاور است. ولادیمیر پوتین، رئیس‌جمهور روسیه، نیز یک ملک بزرگ در حدود ۱٫۵ مایلی پایین ساحل دارد.